# Gideon Brugman
Gideon Luit Brugman (Dordrecht, 11 juli 1942 - 9 juli 2011) was een Nederlandse auteur van stripverhalen, illustrator en kunstschilder.
Brugman was (vooral) werkzaam vanuit zijn geboortestad. Tot zijn bekendste werken behoort de stripreeks Ambrosius. Vanaf 1970 verschenen daarin tien delen in samenwerking met onder anderen Lo Hartog van Banda, Ruud Ringers en Orion Roos. Brugman overleed in 2011 halverwege de vervaardiging van het elfde deel. Hij tekende strips zowel in een uitgesproken cartooneske als in een realistische stijl. Ook was hij actief als scenarioschrijver. 
Gideons jongere broer Carry Brugman is actief in de stripwereld als tekenaar van onder meer De Partners.
- International Standard Name Identifier: 0000 0003 9658 2705
- Nederlandse Thesaurus van Auteursnamen: 069175616
- RKD-Nederlands Instituut voor Kunstgeschiedenis: 13352
- Virtual International Authority File: 291487296
- WorldCat: E39PBJkMCDCMbTX6YDJ8xryGHC